# Stiphodon elegans
Stiphodon elegans е вид бодлоперка от семейство Попчеви (Gobiidae). Видът не е застрашен от изчезване.

## Разпространение и местообитание
Разпространен е на Острови Кук, Самоа, Уолис и Футуна и Френска Полинезия (Австралски острови и Дружествени острови).
Обитава крайбрежията на сладководни и полусолени басейни, морета, реки и потоци. Среща се на дълбочина от 0,5 до 2 m, при температура на водата от 28,7 до 29 °C и соленост 34,1 – 34,2 ‰.

## Описание
На дължина достигат до 5,2 cm.
Популацията на вида е стабилна.